# Сирнець
Сирне́ць (болг. Сърнец) — село в Добрицькій області Болгарії. Входить до складу общини Тервел.

## Населення
За даними перепису населення 2011 року у селі проживали 220 осіб.
Національний склад населення села:
| Національність   | Кількість осіб | Відсоток |
| ---------------- | -------------- | -------- |
| цигани           | 103            | 60,6%    |
| турки            | 35             | 20,6%    |
| болгари          | 31             | 18,2%    |
| Всього відповіли | 170            |          |

Розподіл населення за віком у 2011 році:
Динаміка населення: